# 鍾政均
鍾政均（1989年8月9日—），臺灣男演員。2012年入伍，成為中華民國陸軍儀隊一員，於2013年退伍。之前為樂團中山路100號主唱，創作歌曲《我們國父》在網路上爆紅受到大家注目。之後朝向戲劇發展，演出過多部線上戲劇。

## 演出作品

### 劇集
| 年份   | 頻道                        | 劇名                              | 飾演       |
| ------ | --------------------------- | --------------------------------- | ---------- |
| 2010年 | 公視                        | 《單數絕配》                      | 徐少谷     |
| 2010年 | 台視、三立都會台            | 《犀利人妻》                      | 阿唐       |
| 2012年 | 大愛電視台                  | 《微笑面對》                      | 孟克偉     |
| 2012年 | 大愛電視台                  | 《大英家之味》                    | 王士銘     |
| 2013年 | 大愛電視台                  | 《第一名磨》                      |            |
| 2013年 | 客家電視台                  | 《三隻小蟲》                      | 楊瀛太     |
| 2014年 | 三立都會台                  | 《女人30情定水舞間》              | 小葉       |
| 2014年 | 大愛電視台                  | 《河畔卿卿》                      | 陳遠志     |
| 2014年 | 三立都會台                  | 《我的寶貝四千金》                | 闕山明     |
| 2014年 | 優酷視頻                    | 《校園瘋雲》                      |            |
| 2014年 | 公視                        | 《抱一下》                        | 小樹       |
| 2015年 | 大愛電視台                  | 《南國小太陽》                    | 林和熙     |
| 2015年 | 優酷視頻                    | 《遇上200%的你》                  | Toro       |
| 2016年 | 中視                        | 《聶小倩》                        | 王家宇     |
| 2016年 | 中視                        | 《多桑の純萃年代》                | 陳磊       |
| 2016年 | 公視                        | 《找到》                          | 李明海     |
| 2017年 | 公視                        | 《十女》                          | 黃耀庭     |
| 2017年 | 大愛電視台                  | 《愛別離》                        | 病患小揚   |
| 2017年 | 公視                        | 《》                              | 陳秘書     |
| 2017年 | CHOCO TV、LINE TV           | 《老爸上身》                      | 小麥       |
| 2018年 | 大愛電視台                  | 《在愛之外》                      | 小魏       |
| 2018年 | 公視                        | 《生死接線員》                    | 張吉米     |
| 2018年 | 公視                        | 《你的孩子不是你的孩子-必須過動》 | 若娃老師   |
| 2019年 | 台視、東森綜合台            | 《愛情白皮書》                    | 王律師     |
| 2019年 | 客家電視台                  | 《日據時代的十種生存法則》        | 楊孟安     |
| 2019年 | 台視、三立都會台            | 《用九柑仔店》                    | 銀月丈夫   |
| 2019年 | 公視、公視+、Netflix        | 《糖糖Online》                    | 吳城亮     |
| 2020年 | HBO Asia                    | 《獵夢特工》                      | 謝曉宇     |
| 2020年 | TVBS歡樂台、愛奇藝台灣站    | 《墜愛》                          | 張堤(Tim)  |
| 2020年 | 東森戲劇台                  | 《王牌辯護人》                    | 李天魄     |
| 2021年 | ViuTV、八大戲劇台           | 《超感應學園》                    | 鄭皓一     |
| 2021年 | MyVideo                     | 《我的老闆是隻貓》                | 方華       |
| 2022年 | CATCHPLAY+、HBO GO          | 《良辰吉時》                      | 賴文建     |
| 2022年 | Disney+、bilibili           | 《正義的算法》                    | 張勇律師   |
| 2022年 | Disney+                     | 《台北女子圖鑑》                  | 阿怪       |
| 2022年 | 公視                        | 《公視人生劇展－幻象人》          |            |
| 2023年 | Disney+                     | 《台灣犯罪故事－惡有引力》        | 林善亦父親 |
| 2023年 | 公視、三立都會台            | 《地獄里長》                      | 鄭軍       |
| 2023年 | 中視、衛視中文台            | 《女兒大人加個賴》                | 忠雄       |
| 2024年 | 大愛電視台                  | 《在光裏的人》                    |            |
| 2024年 | Hami Video、MyVideo、friDay | 《妮波自由式》                    | Ken        |
| 2025年 | 公視                        | 《死了一個娛樂女記者之後》        | 許志峰     |
| 2025年 | 客家電視台、台視主頻        | 《星空下的黑潮島嶼》              | 何劍       |
| 待播出 | 優酷視頻                    | 《北京遇上西雅圖》                |            |

### 電影長片
| 年份   | 劇名                  | 飾演       | 導演                   | 演出性質 |
| ------ | --------------------- | ---------- | ---------------------- | -------- |
| 2018年 | 《抓癢神探》          |            | 楊吉                   |          |
| 2018年 | 《最後的武林2鐵砂掌》 | 封雨       | 霍穗強                 | 主演     |
| 2018年 | 《鎮魔司·四象伏魔》   | 蕭震       | 霍穗強                 | 主演     |
| 2019年 | 《致親愛的孤獨者》    | 大衛       | 練建宏、廖哲毅、于瑋珊 |          |
| 2020年 | 《你的情歌》          | 刑致遠朋友 | 安竹間                 |          |
| 2020年 | 《怪胎》              | 陳靜的同事 | 廖明毅                 |          |

### 電影短片/微電影
| 年份   | 劇名               | 飾演 | 導演   | 演出性質 |
| ------ | ------------------ | ---- | ------ | -------- |
| 2017年 | 《阿公的電視機》   |      |        |          |
| 2018年 | 《教室》           |      | 練建宏 |          |
| 2018年 | 《書店裡的影像詩》 |      |        |          |
| 2018年 | 《穿越窄巷的男孩》 |      | 鄭有傑 |          |

### 舞臺劇/音樂劇
- 廣藝劇場 音樂劇《徽因》飾 徐志摩
- C Musical 音樂劇《小王子》飾 聖修伯里
- 盜火劇團 舞台劇《幽靈晚餐》飾 陳文皇(2023年)
- C Musical 韓國授權中文版音樂劇 《Let Me Fly》 飾老年南原
- 日台合作音樂劇「KANO ~1931 邁向甲子園的2000公里~」 飾 林明訓
- 五口創意有限公司 音樂劇《三個不結婚的女人》 飾陳立強、顧勳
- 廣藝X盜火劇團《One Two Punch 痛感一擊》搖滾音樂劇 飾陳君豪

### 音樂錄影帶
- 2011 中山路100號《大人物》
- 2011 中山路100號《我們國父》
- 2011 中山路100號《不要停》
- 2012 鍾政均+郭書涵+陳海茵+陳冠茵+蔡哲偉《飛》【元智大學100級畢業季限定歌曲】
- 2014 陶晶瑩《沒有愛情藏得住》
- 2015 Popu Lady《Gossip Girls》
- 2018 王笠人《我依然是我》
- 2018 柯智棠+洪佩瑜《舞伴》
- 2018 柯智棠《無關拯救的事》
- 2018 柯智棠《給你/妳 To You/You》
- 2020 鄭樂洋《我開始忘記想你了》
- 2020 劉若英《不營業的日常》
- 2022 羅志祥《免死金牌 Love Pass 》
- 2025 麋先生《去飛翔》【大誠保經×麋先生 年度品牌主題曲】

### 廣告
- 璞韻 璞藝出細韻
- 味丹 味味一品
- 蕾黛絲內衣 美麗不將就篇
- HTC butterfly 玫瑰粉
- Lays樂事洋芋片
- 台灣啤酒 我的大人way篇
- 百威ME3 迷之微笑
- JFOODO 日本開運魚 升遷篇
- 群益投信 現在就開始理財吧
- 美心月餅 親情篇
- 2024年 信義房屋形象廣告 - 起家厝篇

## 主持作品

### 電視節目
- 《明星藝能學園》

### 典禮
- 元智大學金企獎

## 外部連結
- 鍾政均的Facebook專頁
- 鍾政均的Instagram帳戶